# John Henrik Clarke
John Henrik Clarke, né John Henry Clark, né le 1er janvier 1915 à Union Springs dans l'état de l’Alabama, et mort le 16 juillet 1998 à New York, est un écrivain, professeur, historien panafricaniste américain, pionnier dans la création des Africana studies (en) dans le monde universitaire au début des années 1960.

## Biographie

### Jeunesse et formation
John Henrik Clarke est le fils de John, un fermier et de Willie Ella (Mays) Clarke, une blanchisseuse. Sa mère décède quand il a sept ans. En 1933, après ses études secondaires il emménage à New York, où il est il suit des études de façon intermittente à l'université de New York, à l'Université Columbia, au Hunter College et à la New School of Social Research sans finaliser ses études par un diplôme. Il découvre les artistes et auteurs du mouvement de la Renaissance de Harlem, c'est ainsi qu'il rencontre une des figures de ce mouvement Arturo Alfonso Schomburg qui devient son mentor et l'introduit au sein de divers cercles littéraires comme le Harlem History Club (en) et le Harlem Writers’ Workshop qui deviendra la Harlem Writers Guild (en),. Arturo A. Schomburg l'initie à l'histoire des Afro-Américains et des Noirs-Africains,,.

### Carrière
Il est professeur d'histoire africaine et en 1969 président et fondateur du département des études noires et portoricaines (Department of Black and Puerto Rican Studies) du Hunter College, établissement universitaire rattaché à l'université de la ville de New York.
Il occupe la chaire Carter G. Woodson au Centre de recherche et d'études africaine de l'université Cornell,.
En 1968, avec le Comité électoral noir de l'African Studies Association (en), Clarke fonde l'African Heritage Studies Association.
Clarke documenta l'histoire et les contributions du peuple africain et de la diaspora, créant de la même une perspective afrocentriste. En 1974, avec Amy Jacques Garvey, militante jamaïcaine de l'égalité des droits, il publie Marcus Garvey and the vision of Africa.

### Vie privée
En 1960, il épouse Eugenia Evans. Plus tard, le couple divorce après avoir donné naissance à deux enfants Nzingha Marie Clarke et Sonni Kojo Clarke.
Le 21 septembre 1997, il épouse Sybil Williams, une militante de la NAACP.
John Henrik Clarke décède le jeudi 16 juillet 1998 des suites d'un infarctus au St. Luke's-Roosevelt Hospital Center à l'âge de 83 ans,.
John Henrik Clarke repose au Green Acres Cemetery de Columbus, dans le comté de Muscogee, en Géorgie.

### Archives
Les archives de John Henrik Clarke sont déposées et consultables à la Bibliothèque de publique de New York.

## Œuvres (sélection)
- (en-US) Black titan : W.E.B. DuBois, Beacon Press, 1970, 333 p. (ISBN 978-0-8070-5447-5),
- (en-US) Marcus Garvey and the Vision of Africa, Vintage, 1 janvier 1974, rééd. 12 mars 1974, 496 p. (ISBN 978-0-394-71888-0),
- (en-US) Rebellion in rhyme : the early poetry of John Henrik Clarke., Africa World Press, 1991, 98 p. (ISBN 978-0-86543-231-4),
- (en-US) co-rédigé avec  Michael Bradley, Iceman Inheritance, Kayode Publications, 1er juin 1991, 229 p. (ISBN 978-1-879831-00-1),
- (en-US) Malcolm X : The Man and His Times, Africa Research and Publications, 1er septembre 1991, 360 p. (ISBN 978-0-86543-201-7),
- (en-US) Africans at the Crossroads : African World Revolution, Africa Research and Publications, 1er décembre 1991, 450 p. (ISBN 978-0-86543-271-0),
- (en-US) Christopher Columbus and the Afrikan Holocaust : Slavery and the Rise of European Capitalism, Eworld, 1992, rééd 2000, 131 p. (ISBN 978-1-886433-18-2),
- (en-US) Black American Short Stories : A Century of the Best, Hill and Wang, 1er janvier 1993, 448 p. (ISBN 978-0-374-52354-1),
- (en-US) African People in World History, Black Classic Press, 1er mai 1993, 92 p. (ISBN 978-0-933121-77-5, lire en ligne),
- (en-US) Who Betrayed the African World Revolution? : And Other Speeches, Third World Press, 1er août 1993, 223 p. (ISBN 978-0-88378-136-4),
- (en-US) Harlem, USA, A & B Publishers Group, 1998, 388 p. (ISBN 978-1-881316-48-0),
- (en-US) My Life in Search of Africa, Third World Press, 1994, rééd. 1999, 106 p. (ISBN 978-0-88378-178-4).

#### Articles
- (en-US) Richard Newman, « John Henrik Clarke », Transition, No. 77,‎ 1998, p. 4-8 (lire en ligne),
- (en-US) Robert L. Harris, Jr., « Dr. John Henrik Clarke, 1915-1998 », The Journal of Negro History, Vol. 83, No. 4,‎ 1998, p. 311-312 (lire en ligne),

#### Essais
- (en-US) Ahati N. N. Toure, John Henrik Clarke and the Power of Africana History : africalogical quest for decolonization and sovereignty, Trenton, NJ, Africa World Press, 2 décembre 2008, 368 p. (ISBN 978-1-59221-627-7),
- (en-US) Barbara Eleanor Adams, John Henrik Clarke-Master Teache, EWorld Inc, 1er mars 2011, 180 p. (ISBN 978-1-61759-012-2),
- (en-US) Maurice Miles Martinez, The Real Wakandas of Africa : Dr. John Henrik Clarke vs. Herman Cain, Independently published, 3 juin 2019, 387 p. (ISBN 978-1-0714-4755-0),